# Вир-Норманди (кантон)
Вир-Норманди (фр. Vire Normandie) (до 24 февраля 2021 года назывался Вир, фр. Vire) — кантон во Франции, находится в регионе Нормандия, департамент Кальвадос. Входит в состав округа Вир.

## История
До 2015 года в состав кантона входили коммуны Кулонс, Мезонсель-ла-Журдан, Руллур, Сен-Жермен-де-Тальванд-ла-Ланд-Вомон, Трютме-ле-Гран, Трютме-ле-Пети, Водри, Вир.
В результате реформы 2015 года состав кантона был изменен. В него был полностью включены упраздненный кантон Сен-Севе-Кальвадос.
С 1 января 2016 года состав кантона существенно изменился в связи с образованием т.н. «новых» коммун: восемь коммун, составлявших кантон Вир до 2015 года, объединились в новую коммуну Вир-Норманди, ставшую центром округа и кантона.
С 1 января 2017 года состав кантона снова изменился: коммуны Курсон, Ле-Гаст, Ле-Мениль-Бенуа, Ле-Мениль-Коссуа, Мениль-Кленшан, Сен-Манвьё-Бокаж, Сен-Севе-Кальвадос, Сет-Фрер, Фонтенермон и Шан-дю-Буль объединились в новую коммуну Ну-де-Сен.
1 января 2018 года коммуна Пон-Фарси вошла в состав коммуны Тесси-Бокаж департамента Манш.
24 февраля 2021 года указом № 2021-213 кантон переименован в Вир-Норманди..

## Состав кантона с 1 января 2018 года
В состав кантона входят коммуны (население по данным Национального института статистики за 2018 г.):
- Бомениль (201 чел.)
- Вир-Норманди (16 885 чел.)
- Кампаньоль (542 чел.)
- Ландель-э-Купиньи (846 чел.)
- Ле-Мениль-Робер (192 чел.)
- Ну-де-Сьен (4 388 чел.)
- Пон-Белланже (67 чел.)
- Сент-Мари-Утр-л’О (123 чел.)
- Сент-Обен-де-Буа (232 чел.)

## Политика
На президентских выборах 2022 г. жители кантона отдали в 1-м туре Эмманюэлю Макрону 33,7 % голосов против 26,6 % у Марин Ле Пен и 14,8 % у Жана-Люка Меланшона; во 2-м туре в кантоне победил Макрон, получивший 57,5 % голосов. (2017 год. 1 тур: Эмманюэль Макрон – 23,9 %, Франсуа Фийон – 22,9 %, Марин Ле Пен – 20,6 %, Жан-Люк Меланшон – 16,5 %; 2 тур: Макрон – 65,9 %. 2012 год. 1 тур: Николя Саркози — 29,0 %, Франсуа Олланд — 28,7 %, Марин Ле Пен — 15,6 %; 2 тур: Олланд — 52,1 %).
С 2021 года кантон в Совете департамента Кальвадос представляют вице-мэр коммуны Ну-де-Сьен Коралин Бризон-Валонь (Coraline Brison-Valognes) (Разные центристы) и мэр коммуны Вир-Норманди Марк Андрё Сабатер (Marc Andreu Sabater) (Вперёд, Республика!).
|                | Кандидаты                                | Партия                   | Первый тур | Первый тур     | Второй тур | Второй тур |
| Кол-во голосов | Кандидаты                                | Партия                   | % голосов  | Кол-во голосов | % голосов  |            |
| -------------- | ---------------------------------------- | ------------------------ | ---------- | -------------- | ---------- | ---------- |
|                | Коралин Бризон-Валонь Марк Андрё Сабатер | Разные центристы         | 2 241      | 40,60          | 2 871      | 53,82      |
|                | Кристель Лефран Паскаль Мартен           | Разные правые            | 1 651      | 29,91          | 2 463      | 46,18      |
|                | Линда Бедуэ Гаэтан Превер                | Разные левые             | 853        | 15,45          |            |            |
|                | Жан-Филипп Руа Колетт Сер                | Национальное объединение | 775        | 14,04          |            |            |

|                | Кандидаты                    | Партия                    | Первый тур | Первый тур     | Второй тур | Второй тур |
| Кол-во голосов | Кандидаты                    | Партия                    | % голосов  | Кол-во голосов | % голосов  |            |
| -------------- | ---------------------------- | ------------------------- | ---------- | -------------- | ---------- | ---------- |
|                | Марк Андрё Сабатер Рен Од    | Разные левые              | 3 815      | 40,80          | 5 008      | 56,09      |
|                | Паскаль Мартен Жан Пиго      | Союз за народное движение | 2 633      | 28,16          | 3 920      | 43,91      |
|                | Жан-Филипп Руа Колетт Сер    | Национальный фронт        | 1 748      | 18,70          |            |            |
|                | Мари-Жозеф Вьяр Жереми Фоли  | Демократическое движение  | 711        | 7,60           |            |            |
|                | Розин Леверье Жан-Мари Томин | Левый фронт               | 443        | 4,74           |            |            |